# HyperScan
HyperScan è una console creata nell'ottobre 2006 dalla Mattel e prodotta fino al dicembre 2007, quando fu ritirata dal mercato a causa delle recensioni negative.
Il gioco di maggior successo fu X-Men, gioco offerto nella convenzione assieme alla console durante il periodo di lancio. Il costo della console era di 70$ ma dopo poco meno di un anno scese a soli 10$. L'obiettivo era quello di smaltire le ultime unità rimaste.

## Caratteristiche
La console utilizzava l'identificazione a radiofrequenza (RFID), che mediante onde radio  permetteva l’identificazione e l’accesso alle informazioni di un oggetto senza la lettura ottica dello stesso, con tutte le comodità che ne derivano.
Il microchip, necessario in questa operazione, era contenuto proprio nelle media card collezionabili dall’utente e svolgeva le funzioni sostanzialmente di una memory card evoluta.
Ad esempio vi era la possibilità di cambiare gli indumenti del personaggio controllato dal giocatore con una serie di vestizioni già memorizzate sulla media card.